# Charles Cameron

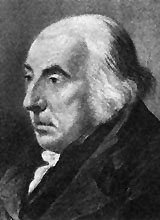
Charles Cameron (1800)

Charles Cameron (* um 1743 in London; † Frühjahr 1812 in Sankt Petersburg) war ein schottischer Architekt, der vor allem für die Zarin Katharina II. in Russland arbeitete.

## Leben
Cameron wurde um 1743 (nach anderen Quellen 1740) als Sohn eines schottisch-stämmigen Zimmermanns und Baumeisters in London geboren. Spätere Behauptungen Camerons, er sei der Neffe von Miss Jenny Cameron of Glendessary, mithin ein enger Verwandter der Chiefs des Clans Cameron, und am Hof des Thronprätendenten Jakob III aufgewachsen, sind nachweislich falsch.
Cameron war zunächst Lehrling bei seinem Vater, möglicherweise später auch beim Innungsmeister Isaac Ware. Nach dessen Tod kamen offenbar die Platten der Stiche zu einer von Ware vorbereiteten Neuauflage der Fabbriche Antiche von Lord Burlington in Camerons Besitz, die auf den nachgelassenen Zeichnungen Andrea Palladios beruhten.
1768 reiste Cameron nach Rom, um dort mit Genehmigung des Papstes Grabungen und Aufmaße in den Ruinen der kaiserzeitlichen Thermen anzufertigen. Zusammen mit einer Abhandlung über das antike Badewesen veröffentlichte er seine Ergebnisse 1772 in dem monumentalen Tafelwerk The Baths of the Romans …, das zweisprachig auf Englisch und Französisch erschien, und die einschlägigen Zeichnungen von Palladio korrigieren und ergänzen wollte.
Aus seiner Zeit in England und in Italien sind keine Bauten von Cameron belegt. Trotzdem wurde er 1779 von Katharina II. als Architekt an den russischen Hof berufen, wo er zunächst einige Räume im Katharinenpalast in Zarskoje Selo neu ausstattete. Zwischen 1781 und 1784 heiratete er Catherine Busch, eine Tochter des ebenfalls aus England geholten Gärtners der Zarin, John Busch. Bis 1785 baute er für die Zarin in Zarskoje Selo den Achat-Pavillon, die Bäder und die nach ihm benannte Galerie. Für den Thronfolger errichtete er 1782–1786 den Palast in Pawlowsk bei Sankt Petersburg.
Nach dem Tod der Zarin 1796 wurde Cameron von ihrem Nachfolger Paul I. seiner Ämter enthoben, plante für ihn aber 1800 wieder einige Gebäude im Park von Pawlowsk. In den Jahren 1799–1803 erbaute er für den ukrainischen Hetman Kyrylo Rosumowskyj den Rosumowskyj-Palast in Baturyn. Der 1801 gekrönte Zar Alexander I. ernannte Cameron zum Ersten Architekten der Admiralität. Cameron starb im Frühjahr 1812 in St. Petersburg. Ein Teil seiner nachgelassenen Zeichnungen gelangten nach England, wurden aber 1820 vom Zarenhof angekauft und befinden sich heute in der Eremitage in St. Petersburg.
Camerons klassizistischer Stil wurde außer von seinen Studien der römischen Architektur stark von Robert Adam und von Charles-Louis Clérisseau beeinflusst, doch nahm Cameron auch schon früh Anregungen aus der klassischen griechischen Architektur auf.

## Schriften
- The Baths of the Romans explained and illustrated: with the restorations of Palladio corrected and improved … 1. Auflage London 1772, 2. Auflage London 1775.

## Bauten
- Einrichtung des Ersten Appartements im Katharinenpalast Zarskoje Selo (1780–1782)
- Tempel der Freundschaft im Park Pawlowsk (1780)
- Einrichtung des Vierten Appartements im Katharinenpalast Zarskoje Selo (1781–1784)
- Einrichtung des Fünften Appartements (= Privaträume der Zarin) im Katharinenpalast Zarskoje Selo (1782–1784)
- Sophien-Kirche, Zarskoje Selo (1782)
- Kaltes Bad am Katharinenpalast Zarskoje Selo (1784)
- Cameron-Galerie am Katharinenpalast, Zarskoje Selo
- Palast Pawlowsk (1780–1786, vollendet von Brenna)
- Pavillon der drei Grazien im Park Pawlowsk (1800)